# Bdellodes lapidaria
Bdellodes lapidaria är en plattmaskart som först beskrevs av Kramer 1881.  Bdellodes lapidaria ingår i släktet Bdellodes och familjen Bdellouridae. Inga underarter finns listade i Catalogue of Life.